# Челие (монастырь)
Монастырь Челие (серб. Манастир Ћелије) — действующий женский православный монастырь Вальевской епархии Сербской православной церкви, расположенный на берегу реки Градац у села Лелич в 6 км к юго-западу от города Валево.

## История
Точное время основания монастыря не известно. Согласно историческим сведениям, монастырь основан в Средние века, а народные предания связывают его основание с королём Сремским Стефаном Драгутином (1282—1316).
В эпоху турецкого владычества монастырь часто разрушали и сжигали, но он вновь отстраивался. В XVIII веке обитель играла важную роль в жизни Вальевской нахии. Во время первого сербского восстания (1804—1813) в монастырских постройках располагалась военная больница. В XIX веке, в правление Милоша Обреновича, в монастыре была основана начальная школа, которая являлась одной из первых в Сербии. Позже в этой школе учился прославленный в лике святых Николай Велимирович, родившийся в соседнем селе Лелич.
В 1837 году монастырь был превращён в приходскую церковь, а в 1928 году решением Священного Архиерейского синода преобразован в женский монастырь.

## Известные насельники
С 1948 по 1979 годы духовником монастыря был Иустин (Попович), который 2 мая 2010 года был канонизирован Сербской православной церковью в лике святителей под именем Иустин Челийский.